# Sari

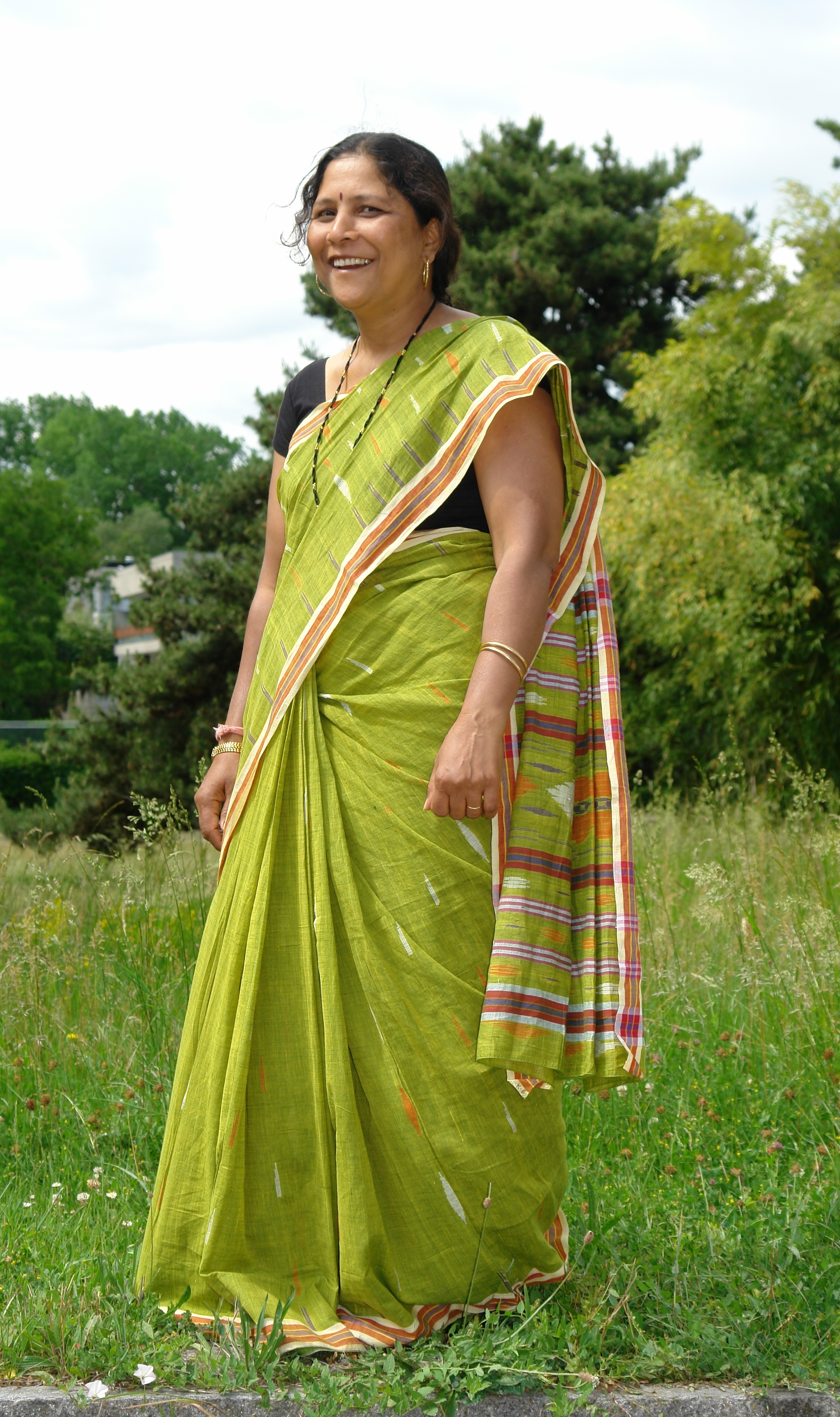
Người phụ nữ trong trang phục Sari

Sari hoặc saree, là một loại trang phục được yêu thích của phụ nữ Ấn Độ, có kích thước dao động từ 4-9m(cũng có khi dài tới 12 mét) dùng quấn quanh cơ thể theo nhiều phong cách khác nhau. Nó có nguồn gốc từ tiểu lục địa Ấn Độ và hiện nay được coi là trang phục truyền thống của Ấn Độ.
Sari đã được nhắc đến trong sử thi của Ấn Độ. Nó cũng xuất hiện trên các tác phẩm điêu khắc Ấn Độ có niên đại khoảng 150TCN. 
Trang phục Sari hiện đại chỉ có một mảnh vải đơn dài khoảng từ 5 -9 mét và một mảnh rộng khoảng một mét. Hai mảnh Sari không còn đơn điệu mà được trang trí bởi những đường nét thêu thùa, viền ren, hoa văn thậm chí là đính đá quý.
Màu sắc của Sari cũng ngày càng trở nên đa dạng. Qua màu sắc Sari, người ta có thể nhận biết hoàn cảnh của người mặc nó. Một phụ nữ góa chồng thường mặc áo Sari đơn giản màu trắng, không có trang sức. Nếu phụ nữ có thai thì cô ấy sẽ mặc Sari màu vàng trong 7 ngày. Cô dâu trong ngày cưới thường mặc bộ sari màu đỏ. Áo sari màu xanh lá tượng trưng cho người đạo Hồi và áo màu xanh da trời thì dành cho phụ nữ có đẳng cấp thấp trong xã hội.
Tại Ấn Độ, người đàn ông thường đảm nhiệm công việc may áo sari, bởi vì họ cho rằng đàn ông là người biết cách làm như thế nào để đẹp cho phụ nữ. Hai người thợ dệt vải có thể mất tới 7 tháng để may một chiếc áo Sari chất lượng tốt. Sari ngày nay cũng được làm từ nhiều chất liệu khác nhau như lụa, cotton...
Ngày nay, do sự xuất hiện ngày càng nhiều của những mẫu quần áo đơn giản và tiện dụng nên phụ nữ ở các thành phố lớn của Ấn Độ không còn sử dụng sari thường xuyên mà chỉ mặc nó trong những dịp lễ nghi quan trọng. Trong khi đó, ở các vùng nông thôn thì sari vẫn là trang phục chủ yếu.